# Кроон, Кнут
Кнут Уильям Кроон (швед. Knut William Kroon; 19 июня 1906, Хельсингборг, Мальмёхус — 27 февраля 1975) — шведский футболист нападающий. Участник чемпионата мира 1934 года и Олимпиады 1936 года. Провёл 35 матчей в составе сборной Швеции.

## Клубная карьера
Родился в Хельсингборге и начал карьеру в составе «Статтена». В 1925 году перешёл в «Хельсинборг», где в 269 матчах отличился 141 голам; вместе с клубом пять раз побеждал в Аллсвенскане.

## Карьера в сборной
В составе национальной сборной провёл 35 матчей. Участвовал на Чемпионате мира по футболу 1934, где забил победный гол в матче группового этапа со сборной Аргентины. На турнире сыграл в двух играх. Участник летней Олимпиады 1936, на турнире не провёл ни одного матча.

## Достижения
«Хельсинборг»
- Победитель Аллсвенскана: 1929, 1930, 1933, 1934, 1941[11]

- Обладатель Кубка Швеции по футболу: 1941[11]